# Andy Mooney
Andy Mooney é um empresário norte americano, ex-presidente da Disney Consumer Products e responsável pela criação das franquias Disney Princesas e Disney Fadas.  Ele deixou a Disney em 2013, após Quiksilver anunciar Mooney como seu mais novo presidente, substituindo Bob McKnight. 